# Родригеш-Алвеш (Акри)

Родригеш-Алвеш на карте.

Родригеш-Алвеш (порт. Rodrigues Alves) — муниципалитет в Бразилии, входит в штат Акри. Составная часть мезорегиона Вали-ду-Журуа. Входит в экономико-статистический микрорегион Крузейру-ду-Сул. Население составляет 14 389 человек на 2010 год. Занимает площадь 3076,951 км². Плотность населения — 4,68 чел./км².

## История
Город появился на месте старой каучуковой плантации Буритизал на древней земле индейцев Науас и получил название Флорианополис.В 1940 году город стал называться Колония-Родригес-Алвес в честь 5-го президента Бразилии Франсишку ди Паула Родригеша Алвеша.
Муниципалитет образован 28 апреля 1992 года из части земель муниципалитетов Крузейру-ду-Сул и Мансиу-Лима.
Хотя день его основания 28 апреля, празднование годовщины происходит 28 июля и отмечается традиционным маршем всех муниципальных школ.

## География
Город расположен на правом берегу реки Журуа.
Муниципалитет расположен на западе штата Акри.

## Границы
Муниципалитет граничит:
на севере — муниципалитет Мансиу-Лима
на востоке и на юге — муниципалитет Крузейру-ду-Сул
на западе — Перу

## Демография
Согласно сведениям, собранным в ходе переписи 2010 г. Национальным институтом географии и статистики (IBGE), население муниципалитета составляет:
| Полное население                               | Полное население                               | Полное население                               | Полное население                               | 14 389 |
| ---------------------------------------------- | ---------------------------------------------- | ---------------------------------------------- | ---------------------------------------------- | ------ |
| в том числе:                                   | Городское население                            | 4315                                           | Процент городского населения, %                | 29,99  |
|                                                | Сельское население                             | 10 074                                         | Процент сельского населения, %                 | 70,01  |
|                                                | Мужское население                              | 7479                                           | Процент мужского населения, %                  | 51,98  |
|                                                | Женское население                              | 6910                                           | Процент женского населения, %                  | 48,02  |
| Плотность населения, чел/км²                   | Плотность населения, чел/км²                   | Плотность населения, чел/км²                   | Плотность населения, чел/км²                   | 4,35   |
| Население муниципалитета в % к населению штата | Население муниципалитета в % к населению штата | Население муниципалитета в % к населению штата | Население муниципалитета в % к населению штата | 1,96   |

По данным оценки 2015 года, население муниципалитета составляет 16 974 жителя.

## Важнейшие населенные пункты
| №  | Населённый пункт | Населённый пункт (порт.) | Категория | Население чел. (2010) | На карте                       |
| -- | ---------------- | ------------------------ | --------- | --------------------- | ------------------------------ |
| 1  | Родригеш-Алвеш   | Rodrigues Alves          | город     | 4315                  | 7°44′07″ ю. ш. 72°39′04″ з. д. |
| 2  | Сан-Педру        | São Pedro                | поселок   | 754                   | 7°43′32″ ю. ш. 72°44′26″ з. д. |
| 3  | Фоз-ду-Парана    | Foz do Paraná            | поселок   | 616                   | 7°52′26″ ю. ш. 72°45′33″ з. д. |
| 4  | Лузейру          | Luzeiro                  | поселок   | 438                   | 7°50′05″ ю. ш. 72°41′26″ з. д. |
| 5  | Агровила         | Agrovila                 | поселок   | 424                   | 7°48′27″ ю. ш. 72°38′19″ з. д. |
| 6  | Покалпа          | Pocalpa                  | поселок   | 421                   | 7°51′12″ ю. ш. 72°44′06″ з. д. |
| 7  | Профета          | Profeta                  | поселок   | 344                   | 7°46′22″ ю. ш. 72°38′43″ з. д. |
| 8  | Сан-Жерониму     | São Geronimo             | поселок   | 325                   | 7°52′40″ ю. ш. 72°54′25″ з. д. |
| 9  | Трези-ди-Маю     | Treze de Maio            | поселок   | 162                   | 7°46′52″ ю. ш. 72°38′15″ з. д. |
| 10 | Форталеза        | Fortaleza                | поселок   | 142                   | 7°54′33″ ю. ш. 72°51′10″ з. д. |
| 11 | Нова-Синтра      | Nova Cintra              | поселок   | 130                   | 7°49′18″ ю. ш. 72°39′52″ з. д. |
| 12 | Континуасан      | Continuação              | поселок   | 109                   | 7°54′30″ ю. ш. 73°12′10″ з. д. |

## Статистика
- Валовой внутренний продукт на 2005 год составляет 51 467 624 реалов (данные: Бразильский институт географии и статистики).
- Валовой внутренний продукт на душу населения на 2005 год составляет 5253,94 реала (данные: Бразильский институт географии и статистики).
- Индекс развития человеческого потенциала на 2000 год составляет 0,550 (данные: Программа развития ООН).